# Psilocybe semilanceata
Psilocybe semilanceata là một loài nấm ảo giác có chứa các hợp chất psilocybin và baeocystin. Trong các loài nấm chứa psilocybin trên thế giới, nó là loài phổ biến nhất trong tự nhiên, và một trong những loại nấm có chất gây ảo giác mạnh nhất. Loài nấm này có tai nấm hình nón đặc biệt với mũ hình chuông, đường kính lên đến 2,5 cm (1,0 in), với một núm lồi ra nhỏ giống núm vú trên đầu. Chúng có màu vàng-nâu, có rãnh tỏa tròn khi ẩm, và mờ dần thành một màu sáng hơn khi chúng trưởng thành.